# Links der Isar – rechts der Spree (1929)
Links der Isar – rechts der Spree ist ein deutsches Stummfilmlustspiel aus dem Jahre 1929 von Franz Seitz senior mit Albert Paulig in der Hauptrolle.

## Handlung
Der Film behandelt auf spielerisch-humorige Weise die Klischeevorstellungen der Bayern über „die Preußen“ und vice versa. Hier prallen zwei Welten und ihre Kulturen aufeinander, als sich das fesche Münchner Mädel Anni Speckmaier in den Urberliner Erich Schulze verliebt. Dies trifft auf totale Ablehnung bei Vater Speckmaier, für den es ein Sakrileg bedeuten würde, seine bayerische Tochter keinem Bayern, sondern einem „Saupreiß“ zur Frau geben zu müssen. Anni brennt angesichts soviel Intoleranz daraufhin mit ihrem Erich durch und landet in Berlin. Von Erichs Eltern, Herrn und Frau Schulze, wird die junge Frau deutlich freundlicher aufgenommen.
Derweil macht sich Vater Speckmaier große Sorgen, dass seiner Tochter im „Feindesland“ etwas zustoßen könnte, und macht sich mit seinem Kumpel, dem stets alle bajuwarischen Werte eisern verteidigenden Staudinger-Georg, auf in die Höhle des Löwen, also der preußisch-deutschen Hauptstadt. Dort sind beide nach einigen ebenso munteren Abenteuern wie klischeevorstellungslösenden Erlebnissen – unter anderem erweist sich ein angeblich Berliner Gauner, dem Speckmaier in der Hauptstadt aufsitzt und über den er sich deshalb prächtig echauffieren kann, als gebürtiger Münchner – erstaunt, dass die Preußen ja doch gar nicht so üble Menschen sind, und der alte Speckmaier hat nun nicht länger etwas gegen die Beziehung seiner Anni mit Erich einzuwenden.

## Produktionsnotizen
Gedreht im April 1929 im Atelier von München-Geiselgasteig sowie mit Außenaufnahmen in Berlin und München, passierte Links der Isar – rechts der Spree die Zensur am 10. Juli desselben Jahres und wurde am 27. August 1929 in Berlins Marmorhaus uraufgeführt. Die Länge des mit Jugendverbot belegten Sechsakters betrug 2316 Meter.
Die Aufnahmeleitung übernahm Fritz Sorg, die Filmbauten gestaltete Ludwig Reiber.

## Kritiken
Die Kritik zeigte sich über diese Posse recht vergnügt. Nachfolgend drei Beispiele:
Georg Herzberg lobte diese Produktion im Film-Kurier: „Ein großer, verdienter Lustspielerfolg. Und noch dazu eines Films, der so etwas wie eine historische Mission zu erfüllen hat. (…) Dieser Film ist von Münchenern gemacht worden. Ergo kommen die Preußen in ihm sehr gut weg. Die Bayern sind hauptsächlich die Widerspenstigen, die gezähmt werden müssen. Daß man den Berliner Großmäuligkeit und Unbescheidenheit vorwirft, das schmeichelt die Leute von der Spree bestimmt.“
Michael Mendelsohn meinte in Die Welt am Abend: „Manche dieser Gestalten könnten Tucholskys Deutschlandbuch entnommen sein, aber natürlich ist die Satire rein äußerlicher Art, natürlich ist man für den edlen Spießer aus Preußen genauso begeistert wie für den edlen Spießer aus München, wie soll man auch von einer deutschen Filmgesellschaft erwarten, daß sie in der Karikatur über bloße Plakatierung hinauskommt?“
Leo Hirsch vom Berliner Tageblatt schrieb: „… eine moralische Posse, ein Tendenzfilm. Plädiert wird hier für den Anschluß Bayerns an das Reich.  Es ist ein kräftig bayerisches Erzeugnis, und gleichwohl wird Bayern mit liebenswürdig mutiger Persiflage bedacht. Der Spott hier hat Humor und sitzt.“